# Pyrotin
Pyrotin, hay nhóm pyrotin hoặc pyrrhotit, là một khoáng vật đa hình sulfide sắt có công thức tổng quát FenSn+1 (trong đó n = 6,..., 11 thường gặp hơn cả) hay Fe(1-x)S với x = 0,1 - 0,2 thường gặp hơn cả (trong đó FeS là khoáng vật cuối dải này có tên gọi là Troilit), hoặc Fe0,875S (Fe7S8), hay Fe2+1−nFe3+2/3nS..

## Từ nguyên
Tên gọi pyrotin (tiếng Hy Lạp: πυρρότης) hay tên gọi pyrrhotit (tiếng Hy Lạp: pyrrhótes) có nguồn gốc từ tiếng Hy Lạp pyrrhos, nghĩa là sắc hồng đỏ hay màu ngọn lửa, được nhà khoáng vật học người Đức Johann Friedrich August Breithaupt (1791-1873) đặt năm 1835.

## Thành phần hóa học
Fe = 58,22% - 63,53%, trong công thức của pyrotin hệ số nguyên tử của Fe = 1-x, với x = 0,1-0,2, pyrotin với công thức trên là một biến thể đa hình kết tinh ở hệ sáu phương, còn biến thể có công thức là FeS là troilit cũng kết tinh ở hệ sáu phương, ngoài ra FeS còn có một  biến thể khác kết tinh ở hệ một nghiêng. Trong thành phần pyrotin ngoài sắt và lưu huỳnh còn có các đồng hình khác như  là Cu, Ni, Co.

## Cấu trúc mạng tinh thể
Khoáng vật kết tinh ở hệ sáu phương, ô mạng cơ sở thuộc hệ nguyên thủy, nhóm đối xứng không gian, P63/MMC, các thông số ở mạng cơ sở a0 = b0 = 3,43; c0 = 5,68. Mô hình cấu trúc giống với khoáng vật nikenin (NiAs) trong đó Fe đóng vai trò của Ni, còn lưu huỳnh đóng vai trò của As - nhóm đối xứng không gian của khoáng vật.

## Đặc điểm hình thái
Đơn tinh thể pyrotin thường có dạng tấm, tháp hoặc lăng trụ, trên tinh thể thường có các hình đơn như lăng trụ sáu phương {1010}, tháp đôi sáu phương, {1011}, đôi mặt {0001} đôi khi có gắn kết song tinh. Các dạng tập hợp phổ biến của pyrotin là tập hợp hạt, khối đặc xít, có khi ở dạng xâm tán.

## Tính chất
Nó có màu vàng thau với sắc nâu hồng, cho nên nhìn toàn bộ có màu vàng kim hơn xỉn, vết vạch màu đen xám, ánh kim loại mạnh, khoáng vật cát khai không hoàn toàn theo {1010}, tách khai theo {0001}, giòn, độ cứng 3,5-4,5; tỉ trọng 4,7-4,8. Khoáng vật có từ tính khá mạnh - đôi khi vì tính chất này mà người ta gọi pyrotin là pyrit từ tính.

### Dấu hiệu nhận biết
Đặc trưng của pyrotin là màu vàng thau, có sắc nâu tối, và có từ tính mạnh, trong số khoáng vật sulfide của Fe. Khoáng vật tan trong HCl sinh ra khí H2S.

### Tính chất từ
Ô mạng FeS lý tưởng như ô mạng của troilit thì không có từ tính. Các tính chất từ thay đổi theo hàm lượng sắt. Càng nhiều sắt, pyrrhotit sáu phương là phản sắt từ. Tuy nhiên, khi thiếu sắt ở dạng một nghiêng, Fe7S8 là Feri từ Sắt từ được quan sát rộng rãi ở pyrrhotit vì thế được gán cho sự có mặt của sự tập trung tương đối lớn các khuyết sắt (lên đến 20%) trong cấu trúc tinh thể. Các khuyết này hạ thấp tính đối xứng của tinh thể. Tuy nhiên, các dạng một nghiêng của pyrrhotit nhìn chung giàu khuyết hơn các dạng sáu phương đối xứng hơn, và do đó có từ tính hơn. Nhiệt độ lên đến 320 °C thì pyrrhotit mất từ tính, nhưng nó cũng bắt đầu phân hủy thành magnetit. Sự từ hóa bão hòa của pyrrhotit là 0,12 tesla.